# Backhoppning vid olympiska vinterspelen 1998
Backhoppning vid olympiska vinterspelen 1998 i Nagano, Japan.

## Medaljörer
| Gren                     | Guld                                                                       | Silver                                                                     | Brons                                                                                          |
| Normalbacken Detaljer... | Finland · Jani Soininen                                                    | Japan · Kazuyoshi Funaki                                                   | Österrike · Andreas Widhölzl                                                                   |
| Stora backen Detaljer... | Japan · Kazuyoshi Funaki                                                   | Finland · Jani Soininen                                                    | Japan · Masahiko Harada                                                                        |
| Lagtävling Detaljer...   | Japan · Takanobu Okabe · Hiroya Saitō · Masahiko Harada · Kazuyoshi Funaki | Tyskland · Sven Hannawald · Martin Schmitt · Hansjörg Jäkle · Dieter Thoma | Österrike · Reinhard Schwarzenberger · Martin Höllwarth · Stefan Horngacher · Andreas Widhölzl |

## Medaljligan
| Pl.   | Nation    | Guld | Silver | Brons | Totalt |
| ----- | --------- | ---- | ------ | ----- | ------ |
| 1     | Japan     | 2    | 1      | 1     | 4      |
| 2     | Finland   | 1    | 1      | 0     | 2      |
| 3     | Tyskland  | 0    | 1      | 1     | 1      |
| 4     | Österrike | 0    | 0      | 2     | 2      |
| Total | Total     | 3    | 3      | 3     | 9      |

## Herrar

### Normalbacke
Tävlingen hölls vid "Hakubabackarna" med en K-punkt på 90 meter.
- 11 februari 1998

| Medalj | Deltagare               | Poäng |
| ------ | ----------------------- | ----- |
| Guld   | Jani Soininen (FIN)     | 234,5 |
| Silver | Kazuyoshi Funaki (JPN)  | 233,5 |
| Brons  | Andreas Widhölzl (AUT)  | 232,5 |
| 4      | Janne Ahonen (FIN)      | 231,5 |
| 5      | Masahiko Harada (JPN)   | 228,5 |
| 6      | Primož Peterka (SLO)    | 223,0 |
| 7      | Noriaki Kasai (JPN)     | 221,5 |
| 8      | Kristian Brenden (NOR)  | 215,5 |
| 9      | Hiroya Saitō (JPN)      | 213,5 |
| 10     | Stefan Horngacher (AUT) | 212,5 |

### Stor backe
Tävlingen hölls vid "Hakubabackarna" med en K-punkt på 120 meter.
- 15 februari 1998

| Medalj | Deltagare                      | Poäng |
| ------ | ------------------------------ | ----- |
| Guld   | Kazuyoshi Funaki (JPN)         | 272,3 |
| Silver | Jani Soininen (FIN)            | 260,8 |
| Brons  | Masahiko Harada (JPN)          | 258,3 |
| 4      | Andreas Widhölzl (AUT)         | 258,2 |
| 5      | Primož Peterka (SLO)           | 251,1 |
| 6      | Takanobu Okabe (JPN)           | 250,1 |
| 7      | Reinhard Schwarzenberger (AUT) | 244,2 |
| 8      | Michal Doležál (CZE)           | 243,2 |
| 9      | Roar Ljøkelsøy (NOR)           | 242,3 |
| 10     | Lasse Ottesen (NOR)            | 238,9 |

### Lagtävling - stor backe
Tävlingen hölls vid "Hakubabackarna" med en K-punkt på 120 meter.
- 17 februari 1998

| Medalj | Lag                                                                                         | Poäng |
| ------ | ------------------------------------------------------------------------------------------- | ----- |
| Guld   | Japan (Takanobu Okabe, Hiroya Saitō, Masahiko Harada, Kazuyoshi Funaki)                     | 933,0 |
| Silver | Tyskland (Sven Hannawald, Martin Schmitt, Hansjörg Jäkle, Dieter Thoma)                     | 897,4 |
| Brons  | Österrike (Reinhard Schwarzenberger, Martin Höllwarth, Stefan Horngacher, Andreas Widhölzl) | 881,5 |
| 4      | Norge (Henning Stensrud, Lasse Ottesen, Roar Ljøkelsøy, Kristian Brenden)                   | 870,6 |
| 5      | Finland (Ari-Pekka Nikkola, Mika Laitinen, Janne Ahonen, Jani Soininen)                     | 833,6 |
| 6      | Schweiz (Sylvain Freiholz, Marco Steinauer, Simon Ammann, Bruno Reuteler)                   | 735,0 |
| 7      | Tjeckien (Jakub Suchacek, František Jež, Michal Doležál, Jaroslav Sakala)                   | 710,3 |
| 8      | Polen (Adam Małysz, Łukasz Kruczek, Wojciech Skupień, Robert Mateja)                        | 684,2 |
| 9      | Ryssland (Nikolaj Petrusjin, Artur Khamidulin, Aleksander Volkov, Valerij Kobelev)          | 639,7 |
| 10     | Slovenien (Miha Rihtar, Peter Žonta, Blaž Vrhovnik, Primož Peterka)                         | 610,3 |